# Distrikt Cupisnique
Der Distrikt Cupisnique liegt in der Provinz Contumazá in der Region Cajamarca in Nordwest-Peru. Der Distrikt wurde am 20. Februar 1964 gegründet. Er besitzt eine Fläche von 293 km². Beim Zensus 2017 wurden 1423 Einwohner gezählt. Im Jahr 1993 lag die Einwohnerzahl bei 1858, im Jahr 2007 bei 1566. Sitz der Distriktverwaltung ist die 1889 m hoch gelegene Ortschaft Trinidad (oder La Trinidad) mit 195 Einwohnern (Stand 2017). Trinidad befindet sich 25 km westlich der Provinzhauptstadt Contumazá.

## Geographische Lage
Der Distrikt Cupisnique liegt im Westen der peruanischen Westkordillere westzentral in der Provinz Contumazá. Das Areal wird hauptsächlich nach Norden zum Río Jequetepeque entwässert.
Der Distrikt Cupisnique grenzt im Südwesten an die Distrikte Casa Grande (Provinz Ascope) und San Pedro de Lloc (Provinz Pacasmayo), im Nordwesten und im Norden an den Distrikt Yonán, im Nordosten an den Distrikt Tantarica, im zentralen Osten an den Distrikt Guzmango sowie im Südosten an den Distrikt San Benito.

## Ortschaften
Im Distrikt gibt es neben dem Hauptort folgende größere Ortschaften:
- Santa Catalina